# Pokrovka (Voznesensk)
Pokrovka (en ucraniano: Покровка) es un pueblo ucraniano perteneciente al óblast de Mikolaiv. Situado en el sur del país, es parte del raión de Voznesensk y del municipio (hromada) de Veselinove.

## Toponimia
El nombre de la ciudad en otros idiomas de importancia en el asentamiento es también Pokrovka (en ruso: Покровка).

## Geografía
Pokrovka se encuentra a orillas del río Chichiklia, a 25 km de Veselinove.  

## Historia
En el lugar donde se encuentra el pueblo actual estaba el pueblo-fortaleza tártaro de Chikchajli. Durante la guerra ruso-turca de 1768-1774, fue destruido y después de la guerra ruso-turca de 1787-1792, el pueblo fue reconstruido y poblado por refugiados campesinos de varias regiones del Imperio ruso, así como por serbios y moldavos. A partir de noviembre de 1801, el pueblo pasó a ser propiedad del asesor Krasno-Milashevich.
La situación de los campesinos locales era complicada y por ello se sumaron a la revolución rusa de 1905 y a la revolución de Octubre.
Durante la Segunda Guerra Mundial, Pokrovka estuvo ocupada por tropas alemanas y rumanas entre 1941 y el 8 de marzo de 1944, cuando fue retomada por el Ejército Rojo. Las tropas del Eje robaron las granjas colectivas, alimentos y se llevaron el ganado, mientras que 9 activistas del pueblo fueron ejecutados aquí el 14 de agosto y 900 personas de Odesa fueron fusiladas en Pokrovka en marzo de 1942.

## Demografía
La evolución de la población de Pokrovka entre 1801 y 2001 fue la siguiente:
| 271                                                           | 1152 | 2773 | 1027 |
| (Fuente: Cities & Towns of Ukraine y UKRAINE: Größere Städte) |      |      |      |

Según el censo de 2001, la lengua materna de la mayoría de los habitantes, el 94,26%, es el ucraniano; del 2,63% es el ruso; y del 2,14%, el rumano.

## Personas importantes
- Nikolái Zub (1911-1943): piloto soviético, nombrado Héroe de la Unión Soviética (1944) por su papel en la Segunda Guerra Mundial.